# 祝青桥

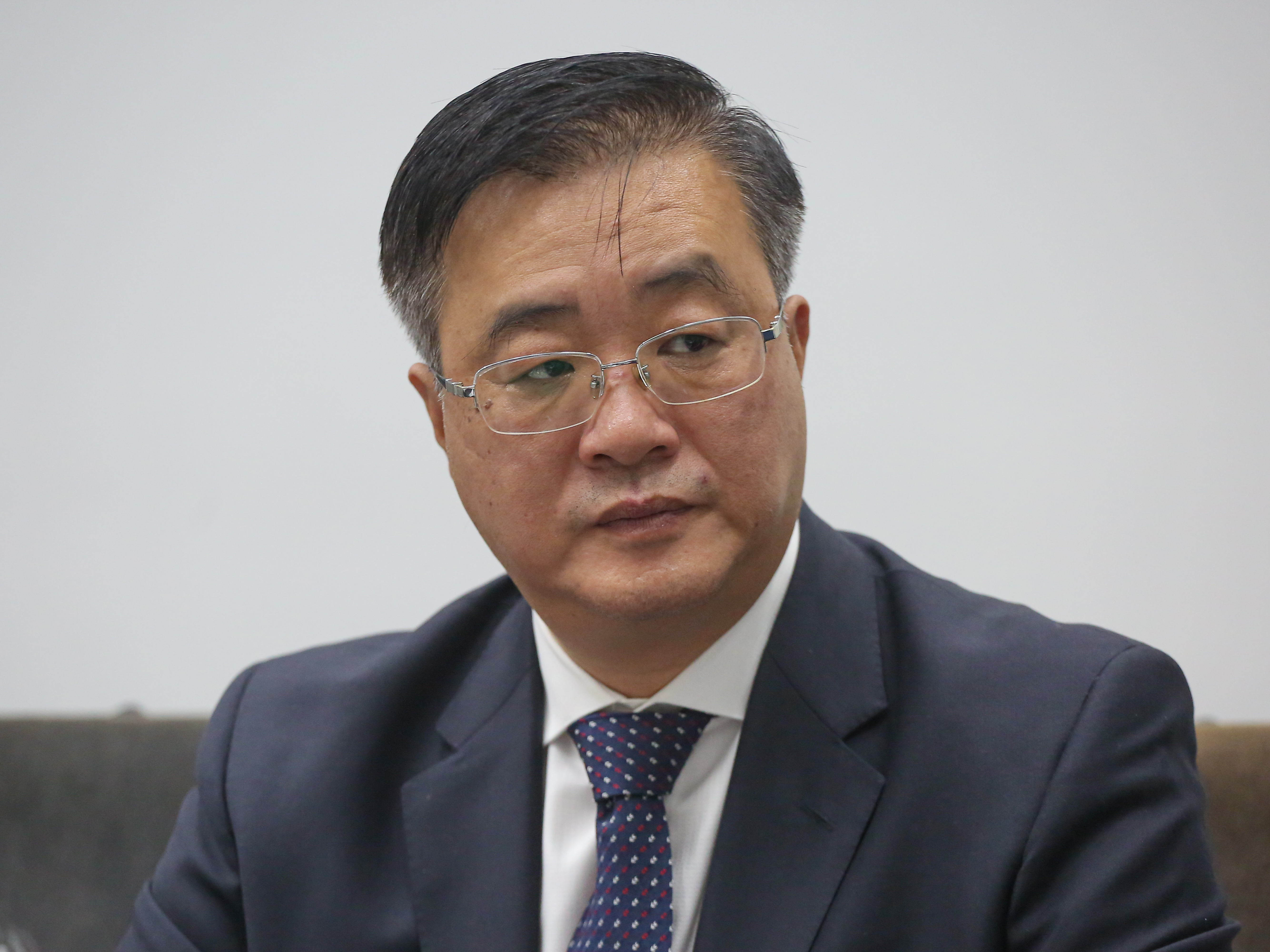
祝青桥

祝青桥（1968年3月—），男，湖北武汉人，中华人民共和国外交官，曾任中华人民共和国驻墨西哥合众国特命全权大使，现任中华人民共和国驻巴西联邦共和国特命全权大使。

## 生平
名字取自毛泽东诗词《七律二首·送瘟神》 的“青山着意化为桥”。1986年10月，进入葡萄牙科英布拉大学文学院葡萄牙语专业学习。1989年9月，转入外交学院葡萄牙语专业学习。1991年3月，担任驻莫桑比克大使馆职员、随员。1994年7月，出任外交部拉丁美洲和加勒比司随员。1996年3月，历任驻巴西大使馆随员、三秘、二秘。2002年6月，担任一秘。2003年1月，担任外交部机关党委一秘、部团委书记。2007年4月，出任外交部拉美司副司长。2009年3月，担任驻巴西大使馆公使衔参赞。2014年11月，出任外交部拉丁美洲和加勒比司司长。2017年7月，挂职中共珠海市委常委、珠海市人民政府副市长。2019年5月，出任中华人民共和国驻墨西哥大使。2022年12月，出任中华人民共和国驻巴西大使。

## 家庭
已婚，有一子。